# The Will to Live
The Will to Live é o terceiro álbum de estúdio do cantor Ben Harper, lançado a 17 de Junho de 1997.
O disco atingiu o nº 89 da Billboard 200.

## Faixas
Todas as faixas por Ben Harper, exceto onde anotado
1. "Faded" – 4:48
2. "Homeless Child" – 3:51
3. "Number Three" – 1:43
4. "Roses from My Friends" – 6:23
5. "Jah Work" – 4:54
6. "I Want to Be Ready" – 4:02
7. "The Will to Live" – 4:57
8. "Ashes" – 3:52
9. "Widow of a Living Man" – 4:10
10. "Glory & Consequence" – 5:40
11. "Mama's Trippin'" (Harper, Plunier) – 3:45
12. "I Shall Not Walk Alone" – 5:13

## Créditos
- Ben Harper - Guitarra, saz, vocal
- Louis Allen - Baixo
- Alan Anderson - Guitarra
- Agnes Baddoo - Vocal de apoio
- Brett Banduci - Viola
- Patrick Brayer - Violino
- Dean Butterworth - Bateria
- Danielle Charles - Violino
- Juan Nelson - Baixo, Vocal de apoio
- Eric Person - Saxofone
- Amy Piatt - Vocal de apoio
- Emily Wright - Violoncelo